# Cindy Axne
Cynthia Lynne Wadle, dite Cindy Axne, née le 20 avril 1965 à Grand Rapids (Michigan), est une femme politique américaine. Membre du Parti démocrate, elle est élue à la Chambre des représentants des États-Unis pour le troisième district congressionnel de l'Iowa de 2019 à 2023.